# Charles Gilbert Tourret
Pour les articles homonymes, voir Tourret.
Charles Gilbert Tourret, né le 22 décembre 1795 à Montmarault dans l'Allier et mort le 17 mai 1858 à Montmarault, était un homme politique français. 

## Biographie
Entré en 1814 à l'École Polytechnique, il finit par intégrer le corps des  ingénieurs des ponts et chaussées, malgré le renvoi de toute la promotion en 1816. Après un bref passage dans la Marine, il devient directeur des forges de Vierzon et se tourne vers l'agriculture et la politique. 
Il est élu député de l'Allier le 4 novembre 1837, puis en 1839. Il se retire en 1842 pour laisser un siège au général de Courtais. 
Membre de l'Assemblée constituante, rallié à la République en 1848, il est nommé préfet de l'Allier le 29 février, puis rejoint le gouvernement du général Cavaignac en tant que ministre de l'agriculture et du commerce, du 28 juin 1848 au 20 décembre 1848 et présente un projet sur l'enseignement professionnel agricole.
Il résigne son portefeuille le 29 décembre 1848, s'oppose modérément à Louis-Napoléon Bonaparte, refuse la préfecture du Rhône et consacre à l'agriculture les dernières années de sa vie. Il meurt le 17 mai 1858 à Montmarault et repose au cimetière de cette ville.
Son nom a été donné au lycée agricole de Moulins-Neuvy.